# 西尾市立荻原小学校
西尾市立荻原小学校（にしおしりつ おぎわらしょうがっこう）は、愛知県西尾市吉良町にある公立小学校。

## 校区
- 吉良町饗庭、吉良町荻原の一部、吉良町富田、吉良町八幡川田、吉良町下横須賀の一部が校区である。公立中学校に進む場合は西尾市立吉良中学校である[1]。
- 旧・幡豆郡吉良町北西部（旧・横須賀村）の小学校である。

## 沿革
- 1906年（明治39年）11月15日 - 横須賀第二尋常小学校として開校。
- 1941年（昭和16年）4月1日 - 横須賀村南部国民学校に改称する。
- 1943年（昭和18年）5月 - 火災により校舎の一部を焼失する。
- 1945年（昭和20年）1月13日 - 三河地震により校舎の一部が倒壊する。
- 1947年（昭和22年）4月1日 - 横須賀村立横須賀南部小学校に改称する。
- 1955年（昭和30年）3月10日 - 吉田町と横須賀村が合併し、吉良町が発足。同時に吉良町立荻原小学校に改称する。
- 1962年（昭和37年）9月 - 新校舎（鉄筋コンクリート造2階建）が完成する。
- 2011年（平成23年）4月1日 - 吉良町が西尾市に編入される。同時に西尾市立荻原小学校に改称する。

## 交通アクセス
- 名鉄西尾線吉良吉田駅下車、徒歩約30分。

## 周辺施設
- 西尾市役所吉良支所
- 西尾市消防本部吉良分署